# Anna Margaretha Zwanziger
Anna Margaretha Zwanziger (ur. 7 sierpnia 1760 w Norymberdze, zm. 17 września 1811) – niemiecka seryjna morderczyni. Śmiertelnie otruła arsenem czterech ludzi. Czterem innym otrutym przez nią osobom udało się przeżyć.
21 stycznia 1796 roku zmarł mąż Anny, który był jedynym żywicielem rodziny. Po śmierci męża razem z dwójką dzieci często zmieniała miejsce zamieszkania, podając się za Nannette Schönsleben, z domu Steinacker. 26 sierpnia 1808 roku otruła właścicielkę jednego z domów, w którym mieszkała. Motyw tej zbrodni nie był do końca znany. Anna prawdopodobnie chciała poślubić męża zamordowanej kobiety, Wolfganga Glasera, jednak niedługo po zabójstwie wyprowadziła się.
Następną ofiarą Anny padł jej pracodawca – pan Grohmann. W maju 1809 roku Grohmann ciężko zachorował. Choroba okazała się dla niego śmiertelna, zmarł 8 maja. Mimo że wiele objawów wskazywało na otrucie arsenem, lekarz stwierdził zgon mężczyzny z przyczyn naturalnych.
Kolejną ofiarą Anny była żona szanowanego w okolicy sędziego Gebharda. Prócz niej Anna usiłowała otruć kilku jego służących, jednak dawka arsenu w ich przypadku okazała się zbyt mała. Po wielokrotnych próbach Gebhard, nabierając podejrzeń, zlecił badanie solniczki, w której odkryto arsen. Dowiedział się także, że Anna występuje pod fałszywym nazwiskiem, jest żoną zmarłego notariusza, a Steinacker jest nazwiskiem jej ojczyma.
Wtedy zwrócono uwagę na to, że w otoczeniu Anny w ostatnim czasie zmarło w podobnych okolicznościach zadziwiająco wiele osób. Zarządzono ekshumację trzech poprzednich zmarłych. 28 października 1809 jako pierwszego ekshumowano Glasera, następnego dnia Grohmanna. Lekarze potwierdzili później, że śmierć tych ludzi nastąpiła przez otrucie arsenem. Gdy aresztowano Annę, w jej pokoju znaleziono spore zapasy arsenu. Kobieta przyznała później, że traktowała ten pierwiastek jak swojego „najlepszego przyjaciela”.
Anna Margaretha Zwanziger została skazana na karę śmierci przez ścięcie. Wyrok wykonano 17 września 1811 roku w Kulmbach.